# Setzversuch

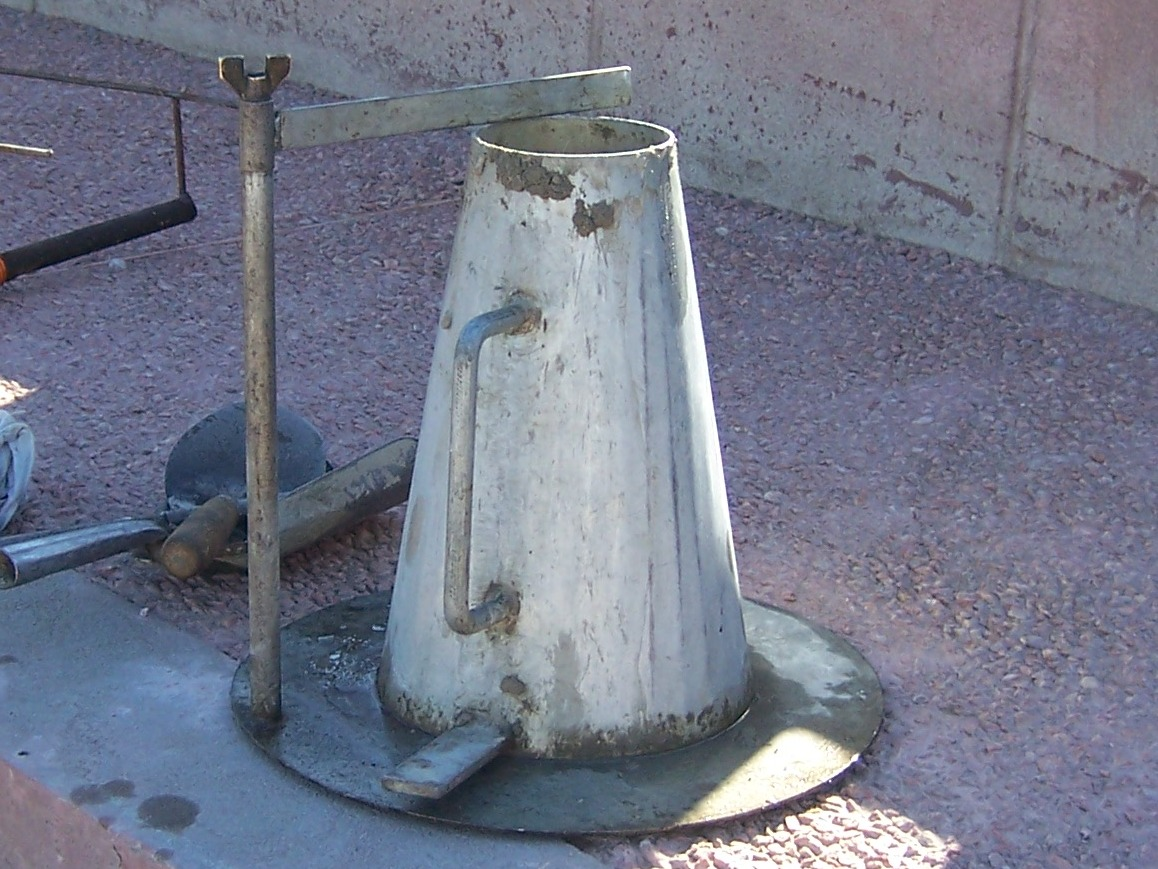
Kegelstumpfform und Unterlage für den Setzversuch

Der Setzversuch (engl. slump test) ist ein Versuch zur Bestimmung der Konsistenz von Frischbeton und ist hauptsächlich für Betone im mittleren Konsistenzbereich geeignet.
Der Ablauf ist in der DIN EN 12350-2 beschrieben.

## Versuchsdurchführung
Die kegelstumpfförmige Metallform ohne Boden von vorgegebenen Ausmaßen wird auf eine Unterlegplatte gestellt. Der zu prüfende Beton wird in drei gleichdicken Lagen eingebracht. Jede Lage wird mit 25 Stößen verdichtet. Der nach dem Einbringen vorhandene Überstand wird mit einer Sägebewegung bündig abgezogen. Dann wird die Form innerhalb von 2 bis 5 Sekunden ohne Drehen oder seitliche Verschiebung langsam nach oben abgezogen. Unmittelbar nach dem Entfernen der Form wird die höchste Höhe des zusammengesunkenen Betonstumpfes ermittelt.
Die Differenz zwischen dieser Höhe und der Höhe der Form ist das „Setzmaß“. Je nach der Größe des Setzmaßes (10 mm bis über 220 mm) wird der Beton in die Klassen S1 bis S5 eingestuft.
| Klasse | Setzmaß in mm | Konsistenz   |
| ------ | ------------- | ------------ |
| S1     | 10 – 40       | plastisch    |
| S2     | 50 – 90       | weich        |
| S3     | 100 – 150     | (sehr) weich |
| S4     | 160 – 210     | sehr weich   |
| S5     | ≥ 220         | fließfähig   |

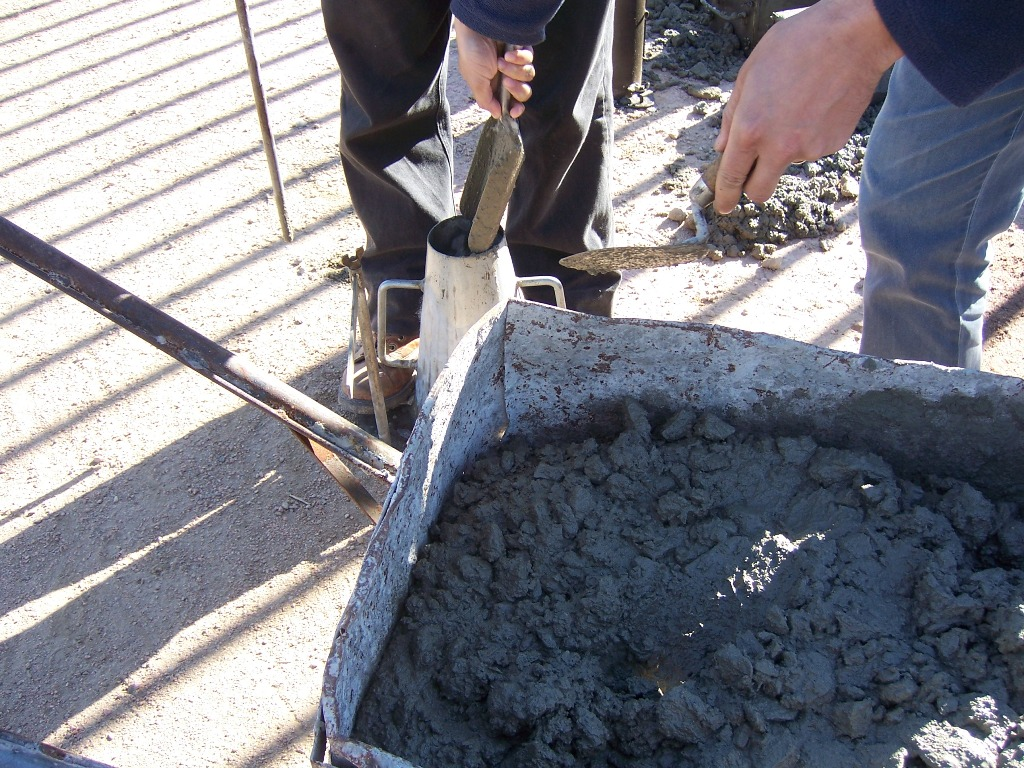
1.+2.: Lagenweises Einfüllen …
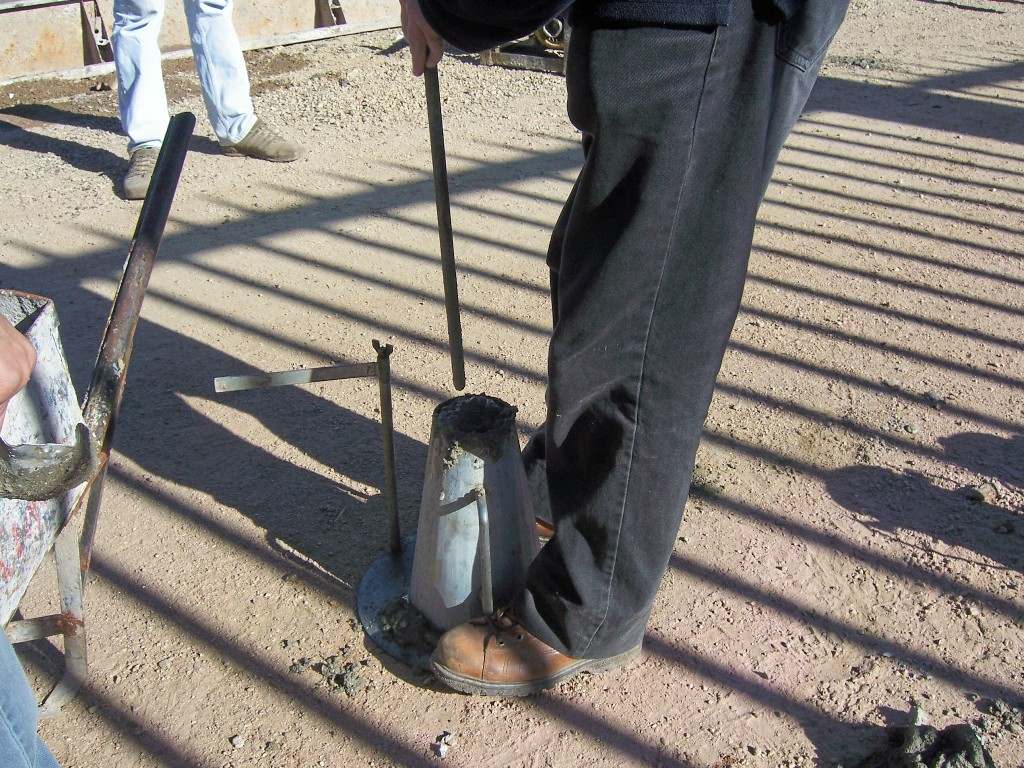
… und Verdichten des Betons.
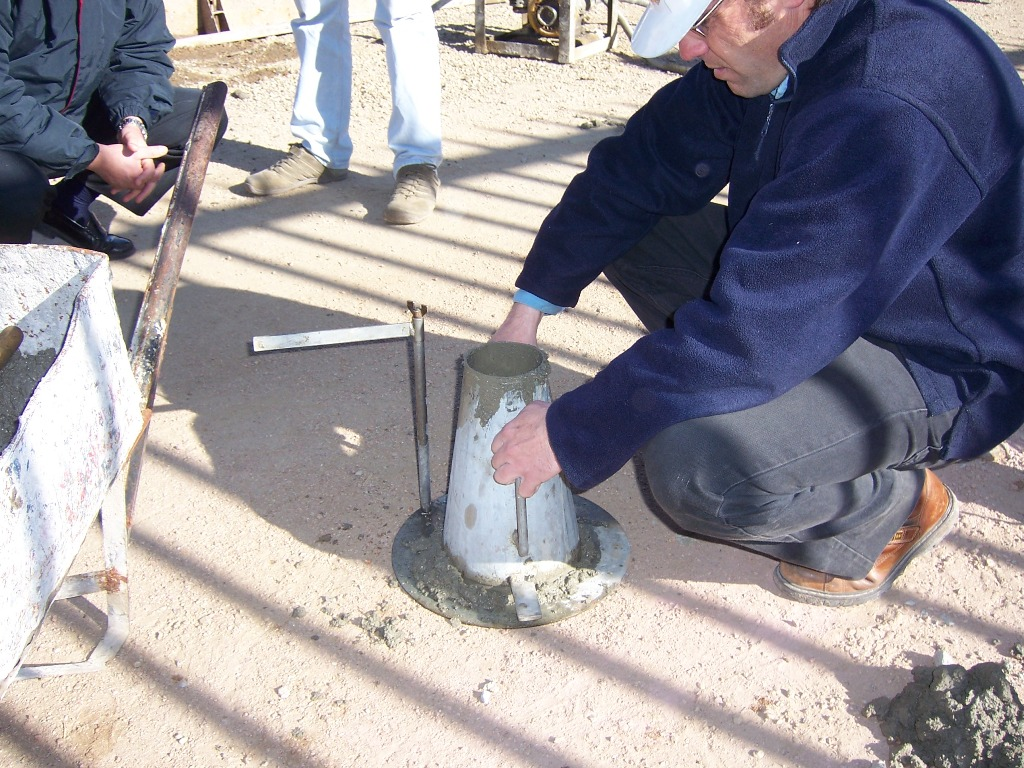
3.: Abziehen der Form.
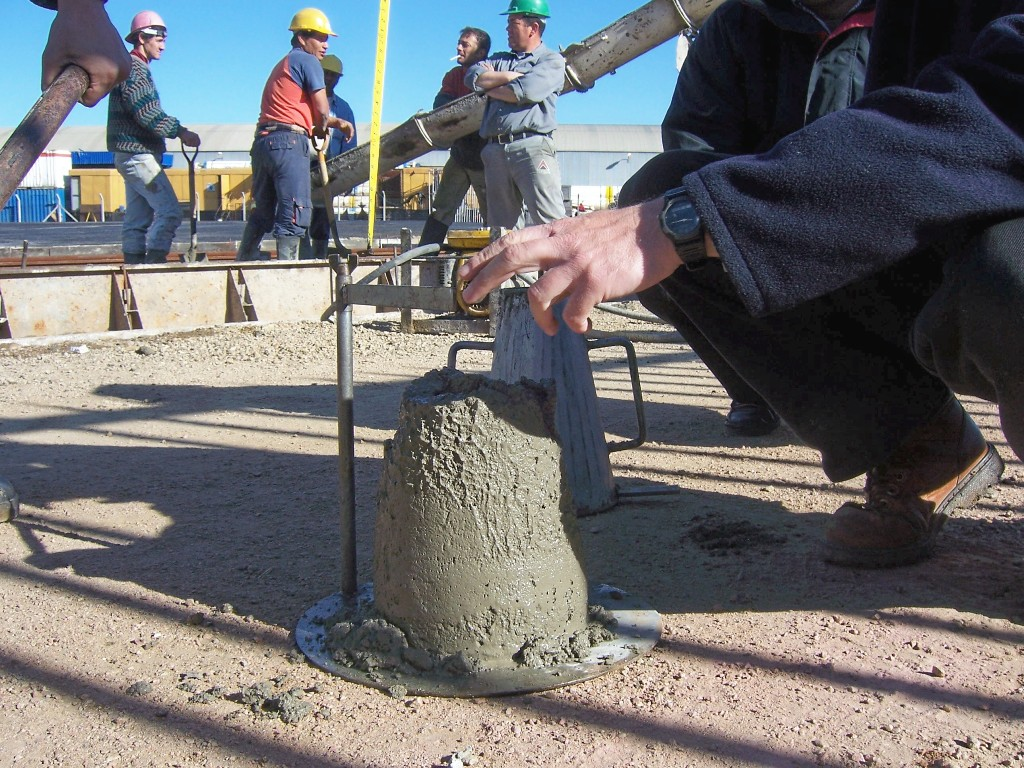
4.: Messen des Setzmaßes.

## Normen und Standards
- DIN EN 12350-2 – Prüfung von Frischbeton – Teil 2: Setzmaß